# Panicum margaritiferum
Panicum margaritiferum là một loài thực vật có hoa trong họ Hòa thảo. Loài này được (Chiov.) Robyns mô tả khoa học đầu tiên năm 1932.